# Moszkitós-zsomboly
A Moszkitós-zsomboly Magyarország megkülönböztetetten védett barlangjai között van. Az Aggteleki Nemzeti Park területén található. A barlang az Aggteleki-karszt és a Szlovák-karszt többi barlangjával együtt a világörökség része. Bódvaszilas megkülönböztetetten védett hat barlangja közül az egyik.

## Leírás
Az Alsó-hegy K-i részén, a Vecsem-bükk csúcsától kb. 900 m-re, a Bak Antal nevű töbörben (amelynek a névadója a 18. században élt), erdőben lévő sziklakibúvás aljában van a barlang bejárata. Tőle DNy-ra kb. 70 m-re, kb. 25 m-rel lejjebb található a Tektonik-zsomboly. Bódvaszilas felől a kék kereszt jelzésen 2 km-t kell megtenni és a fennsík peremét majdnem elérve, az út melletti első töbör (Bak Antal töbre) É-i oldalában van a barlang zsombolybejárathoz hasonló, függőleges tengelyirányú, bontott bejárata, amelynek az egyik oldala szálkőzet, a másik oldala pedig humuszba és agyagba ágyazódott kőtörmelékes lejtő. A Moszkitós-zsomboly bejárata egy szűk hasadék, amely a barlang legmagasabban lévő pontja. Fokozottan védett természetvédelmi területen nyílik.
Középső triász mészkőben alakult ki a barlang. Repedések mentén jött létre. Az inaktív víznyelőbarlang lépcsőzetesen mélyül, aknákkal tagolt. Sokáig zsombolynak hitték, amelyre a neve is utal. A víz alatti oldódásra és a leszivárgó vizek oldó hatására is utalnak jelek a barlangban. A járatai többnyire függőlegesek. Jelenleg már nincs meg a vízgyűjtő területe. A kis méretű omlások üregkialakító szerepe a Gilgames-aknában és a bejáratban látható. Az aknában 30 méter mélyen egy bejövő, 35 méter mélyen egy távozó, inaktív patakmeder van. A barlang falain karrosodott (ujjbegykarros), szépen oldott felületek, különböző cseppkövek, például heliktitek, cseppkőlefolyások, függőcseppkövek, szalmacseppkövek, cseppkőzászlók és állócseppkövek figyelhetők meg.
A függőcseppkövek legnagyobb hossza 60 centiméter, az állócseppkövek legnagyobb magassága 40 centiméter. Borsókövek is képződtek benne. A vízszintes kiterjedése 20 méter. Nincs lezárva, de csak engedéllyel és kötéltechnikai eszközök alkalmazásával látogatható. A barlang bejárásának megkönnyítése miatt acél lépőtüskéket helyeztek el benne. 70 méternyi, a felfekvések miatt lehetőleg 10 milliméter átmérőjű kötél kell a bejárásához.
Denevérek is előfordulnak benne. A 24 méter mély Gilgames-akna aljáról egy féltenyérnyi, az egyik oldalán fekete, a másik oldalán rozsdabarna, díszítetlen, enyhén hajlott cseréptöredék került elő. A lelet kora nem lett megállapítva.
A barlang a nevét a bejáratának kibontását megnehezítő szúnyogok miatt kapta. 2006-ban volt először Moszkitós-zsombolynak nevezve a barlang az irodalmában. A Lánykalcitos Gyémántkapu nevű szűkület az ott található csillogó cseppkőbekérgezés törmeléke miatt kapta a nevét. Előfordul a barlang az irodalmában Moszkitó-barlang (Dezső, Nyerges 2002), Moszkitós-barlang (Juhász, Nyerges, Takácsné 1997), Moszkítós (Nyerges 1998), Moszkítós-barlang (Nyerges, Gasparik 1999), Moszkítós-zsomboly (Börcsök, Elekes, Németh, Nyerges 1997) és T/2 neveken és jelzettel is. A felsorolt, barlang szót tartalmazó barlangnevek arra utalnak, hogy nemcsak függőleges jellegű szakaszokból áll a zsomboly. A T/2 jelölést amiatt kapta, mert abban a töbörben nyílik mint a Tektonik-zsomboly.

## Kutatástörténet
Az Aggteleki-karszt és a Szlovák-karszt barlangjait 1995-ben nyilvánították világörökségi helyszínné és ezért ez a barlang is a világörökség része, bár később lett felfedezve. Elekes Balázs 1996-ban kezdte el mélyíteni a barlang bejárata felett lévő kis berogyást és találta meg a barlang bejáratát, amelyet a MAFC Barlangkutató Csoport és a BEAC Barlangkutató Csoport 1997-ben bontott ki. A két csoport 1998 áprilisában elkészítette az akkor 14,5 m mély zsomboly hosszmetszet térképét és keresztmetszet térképeit.
1999 szeptemberében érték el a barlang mélypontját. Köblös Csaba, Nyerges Attila és Nyerges Miklós (KöM TvH Barlangtani Osztály) ekkor elkészítették a barlang hosszmetszet térképvázlatát. 1999 szeptemberében meg lett rajzolva ennek a térképnek a színes változata. A két térkép szerint a barlang 51 m mély. Az 1999. évi Lakatos Kupa egyik helyszíne volt a Moszkitós-zsomboly. Két radondetektort helyeztek el 2001-ben, a BEAC Barlangkutató Csoport tagjai benne. Egyet a Lánykalcitos Gyémántkapuban, egyet pedig a Gilgames-akna bebújójában. A 2003-ban kiadott, Magyarország fokozottan védett barlangjai című könyvben található, Egri Csaba és Nyerges Attila által készített mélységi lista szerint az Aggteleki-karszton lévő és 5452-46 barlangkataszteri számú, 2002-ben 51 m mély Moszkítós-zsomboly Magyarország 82. legmélyebb barlangja 2002-ben.
A 2005-ben megjelent, Magyar hegyisport és turista enciklopédia című kiadványban meg van említve, hogy a MAFC Barlangkutató Csoport egyik legjelentősebb feltárása a Moszkitós-zsomboly. Az Aggteleki Nemzeti Park Igazgatóság működési területén lévő, 5452/46 nyilvántartási számú Moszkitós-zsomboly, 2006. február 28-tól, a környezetvédelmi és vízügyi miniszter 8/2006. KvVM utasítása szerint, megkülönböztetett védelmet igénylő barlang. A 2008. szeptember 27-én megtartott XV. Lakatos Kupa kiadványában 15 m mély barlangként szerepel, de a barlang nem volt a verseny helyszínei között. Az Aggteleki Nemzeti Park Igazgatóság működési területén lévő és 5452-46 kataszteri számú Moszkitós-zsomboly, 2012. február 25-től, a vidékfejlesztési miniszter 4/2012. (II. 24.) VM utasítása szerint, megkülönböztetetten védett barlang.
Az Alsó-hegy karsztjelenségeiről szóló, 2019-ben kiadott könyvben az olvasható, hogy a Moszkítós-barlang (Moszkítós-zsomboly) 87 m hosszú és 51 m mély. A barlang azonosító számai: Szlovákiában 255, Magyarországon 5452/46, egyéb T/2. A könyvben publikálva lett a barlang 1999-ben készült hosszmetszet térképe. A barlangot Köblös Csaba, Nyerges Attila és Nyerges Miklós 1999-ben mérték fel, majd Köblös Csaba, Nyerges Attila és Nyerges Miklós 1999-ben, a felmérés adatainak felhasználásával megrajzolták a barlang térképét. A térképet Luděk Vlk 2016-ban digitalizálta. A kiadványhoz mellékelve lett az Alsó-hegy részletes térképe. A térképet Luděk Vlk, Mojmír Záviška, Ctirad Piskač, Jiřina Novotná, Miloš Novotný és Martin Mandel készítették. A térképen, amelyen fekete ponttal vannak jelölve a barlangok és a zsombolyok, látható a Moszkitós-zsomboly (5452/46, 255) földrajzi elhelyezkedése.